# HMS Osiris (N67)
«Осіріс» (N67) (англ. HMS Osiris (N67) — військовий корабель, підводний човен типу «Одін» Королівського військово-морського флоту Великої Британії часів Другої світової війни.

## Історія створення
«Осіріс» був закладений 12 травня 1927 року на верфі компанії Vickers-Armstrongs, Барроу-ін-Фернесс. 25 січня 1929 року увійшов до складу Королівських ВМС Великої Британії.